# 森特列斯
森特列斯，是西班牙加泰罗尼亚巴塞罗那省的一个市镇。总面积15平方公里，总人口7346人（2013年），人口密度483人/平方公里。